# Campeonato Gaúcho de Futebol de 2013 - Série A
O Campeonato Gaúcho de Futebol de 2013, oficialmente denominado Gauchão Chevrolet 2013, foi a 93ª edição da competição organizada pela Federação Gaúcha de Futebol.
Assim como nos últimos anos, a disputa envolveu dezesseis clubes distribuídos em duas chaves. A competição foi organizada em dois turnos: Taça Piratini e Taça Farroupilha. O vencedor de cada turno garantiu vaga na final da competição, que foi disputada em dois jogos, sendo a segunda partida no estádio do time com melhor campanha. Caso a mesma equipe vença os dois turnos, é proclamada Campeã Gaúcha de 2013, sem a necessidade das partidas finais. Os três primeiros colocados garantem vaga na Copa do Brasil de 2014.

## Fórmula de disputa
Permanece o mesmo dos anos anteriores, a exceção do número de rebaixados que sobe para três clubes em 2013.
Os 16 clubes participantes vão ser divididos em dois grupos.
Na Taça Piratini, correspondente ao Primeiro Turno, os times jogam contra os adversários do outro grupo, e os quatro primeiros se classificam para o enfrentamento em jogo único até a final.
Já a Taça Farroupilha, que corresponde ao Segundo Turno, as equipes jogam contra os adversários do seu grupo, com os quatro primeiros se classificando para os jogos da etapa seguinte até a decisão, sempre em jogo único.
Os times vencedores das Taças Piratini e Farroupilha fazem dois jogos finais, que definirão o Campeão Gaúcho de 2013. O mando de campo do segundo jogo da fase final será da equipe que tenha obtido o melhor retrospecto técnico desde a primeira fase, com exceção dos "mata". Caso o mesmo time ganhe ambas as taças, este será declarado campeão automaticamente. Os três últimos colocados na classificação geral serão rebaixados para a Divisão de Acesso de 2014, exceto o campeão e o vice-campeão gaúcho, bem como o campeão do interior.

## Equipes participantes
- ** Com o nome de Sport Club Ulbra.
- *** Com o nome de Esporte Clube Floriano.

1. ^  O Beira-Rio não pôde ser usado pelo Internacional por causa de reformas visando a Copa do Mundo de 2014. O clube então decidiu jogar no Estádio Centenário em Caxias do Sul.

## Taça Piratini
| Grupo A | Grupo A       | Grupo A | Grupo A | Grupo A | Grupo A | Grupo A | Grupo A | Grupo A | Grupo A |
| Pos     | Equipes       | Pts     | J       | V       | E       | D       | GP      | GC      | SG      |
| ------- | ------------- | ------- | ------- | ------- | ------- | ------- | ------- | ------- | ------- |
| 1       | Lajeadense    | 18      | 8       | 5       | 3       | 0       | 11      | 3       | 8       |
| 2       | Caxias        | 13      | 8       | 3       | 4       | 1       | 9       | 7       | 2       |
| 3       | Grêmio        | 12      | 8       | 4       | 0       | 4       | 16      | 11      | 5       |
| 4       | Cerâmica      | 12      | 8       | 3       | 3       | 2       | 6       | 4       | 2       |
| 5       | Cruzeiro-RS   | 10      | 8       | 2       | 4       | 2       | 5       | 6       | -1      |
| 6       | Pelotas       | 9       | 8       | 3       | 0       | 5       | 5       | 10      | -5      |
| 7       | Passo Fundo   | 8       | 8       | 2       | 2       | 4       | 7       | 9       | -2      |
| 8       | Novo Hamburgo | 5       | 8       | 1       | 2       | 5       | 7       | 13      | -6      |

| Grupo B | Grupo B       | Grupo B | Grupo B | Grupo B | Grupo B | Grupo B | Grupo B | Grupo B | Grupo B |
| Pos     | Equipes       | Pts     | J       | V       | E       | D       | GP      | GC      | SG      |
| ------- | ------------- | ------- | ------- | ------- | ------- | ------- | ------- | ------- | ------- |
| 1       | São Luiz      | 17      | 8       | 5       | 2       | 1       | 10      | 3       | 7       |
| 2       | Internacional | 15      | 8       | 4       | 3       | 1       | 11      | 5       | 6       |
| 3       | São José-RS   | 14      | 8       | 4       | 2       | 2       | 7       | 6       | 1       |
| 4       | Esportivo     | 13      | 8       | 4       | 1       | 3       | 9       | 8       | 1       |
| 5       | Juventude     | 11      | 8       | 2       | 5       | 1       | 6       | 6       | 0       |
| 6       | Santa Cruz-RS | 7       | 8       | 2       | 1       | 5       | 10      | 16      | -6      |
| 7       | Canoas        | 6       | 8       | 1       | 3       | 4       | 4       | 11      | -7      |
| 8       | Veranópolis   | 4       | 8       | 1       | 1       | 6       | 6       | 11      | -5      |

### Fase Final
|  | Quartas-de-finais      | Quartas-de-finais  |                        |       | Semifinais | Semifinais |  |  | Final | Final |
|  |                        |                    |                        |       |            |            |  |  |       |       |
|  | 23 fev., 19 de Outubro |                    |                        |       |            |            |  |  |       |       |
|  |                        |                    |                        |       |            |            |  |  |       |       |
|  | São Luiz               | 1                  |                        |       |            |            |  |  |       |       |
|  | São Luiz               | 1                  | 2 mar., 19 de Outubro  |       |            |            |  |  |       |       |
|  | Cerâmica               | 0                  |                        |       |            |            |  |  |       |       |
|  | Cerâmica               | 0                  | São Luiz               | 2     |            |            |  |  |       |       |
|  | 23 fev., Centenário    |                    | São Luiz               | 2     |            |            |  |  |       |       |
|  |                        | Caxias             | 1                      |       |            |            |  |  |       |       |
|  | Caxias                 | Caxias             | 1                      | 3     |            |            |  |  |       |       |
|  | Caxias                 |                    | 10 mar., 19 de Outubro | 3     |            |            |  |  |       |       |
|  | São José-RS            | 1                  |                        |       |            |            |  |  |       |       |
|  | São José-RS            | 1                  | São Luiz               | 0     |            |            |  |  |       |       |
|  | 24 fev., Centenário    |                    | São Luiz               | 0     |            |            |  |  |       |       |
|  |                        | Internacional      | 5                      |       |            |            |  |  |       |       |
|  | Internacional          | Internacional      | 5                      | 2     |            |            |  |  |       |       |
|  | Internacional          | 3 mar., Centenário |                        | 2     |            |            |  |  |       |       |
|  | Grêmio                 | 1                  |                        |       |            |            |  |  |       |       |
|  | Grêmio                 | 1                  | Internacional          | 2     |            |            |  |  |       |       |
|  | 24 fev., Alviazul      |                    | Internacional          | 2     |            |            |  |  |       |       |
|  |                        | Esportivo          | 0                      |       |            |            |  |  |       |       |
|  | Lajeadense             | Esportivo          | 0                      | 1 (2) |            |            |  |  |       |       |
|  | Lajeadense             |                    |                        | 1 (2) |            |            |  |  |       |       |
|  | Esportivo (pen)        | 1 (4)              |                        |       |            |            |  |  |       |       |
|  | Esportivo (pen)        | 1 (4)              |                        |       |            |            |  |  |       |       |

| Taça Piratini           |
| Porto Alegre            |
| ----------------------- |
| Internacional 2º Título |

### Desempenho por rodada
|         | 1   | 2   | 3   | 4   | 5   | 6   | 7   | 8   |
| Grupo A | GRE | LAJ | LAJ | LAJ | LAJ | LAJ | LAJ | LAJ |
| Grupo B | VER | SJO | INT | SJO | SJO | SLU | INT | SLU |

|         | 1   | 2   | 3   | 4   | 5   | 6   | 7   | 8   |
| Grupo A | NHA | NHA | PEL | PEL | NHA | NHA | NHA | NHA |
| Grupo B | ESP | SLU | STC | STC | STC | STC | VER | VER |

## Taça Farroupilha
| Grupo A | Grupo A       | Grupo A | Grupo A | Grupo A | Grupo A | Grupo A | Grupo A | Grupo A | Grupo A |
| Pos     | Equipes       | Pts     | J       | V       | E       | D       | GP      | GC      | SG      |
| ------- | ------------- | ------- | ------- | ------- | ------- | ------- | ------- | ------- | ------- |
| 1       | Grêmio        | 14      | 7       | 4       | 2       | 1       | 10      | 4       | 6       |
| 2       | Passo Fundo   | 13      | 7       | 3       | 4       | 0       | 9       | 5       | 4       |
| 3       | Novo Hamburgo | 12      | 7       | 3       | 3       | 1       | 7       | 4       | 3       |
| 4       | Lajeadense    | 10      | 7       | 2       | 4       | 1       | 6       | 6       | 0       |
| 5       | Pelotas       | 9       | 7       | 2       | 3       | 2       | 8       | 9       | -1      |
| 6       | Cruzeiro-RS   | 7       | 7       | 2       | 1       | 4       | 6       | 7       | -1      |
| 7       | Caxias        | 7       | 7       | 2       | 1       | 4       | 5       | 10      | -5      |
| 8       | Cerâmica      | 3       | 7       | 1       | 0       | 6       | 4       | 10      | -6      |

| Grupo B | Grupo B       | Grupo B | Grupo B | Grupo B | Grupo B | Grupo B | Grupo B | Grupo B | Grupo B |
| Pos     | Equipes       | Pts     | J       | V       | E       | D       | GP      | GC      | SG      |
| ------- | ------------- | ------- | ------- | ------- | ------- | ------- | ------- | ------- | ------- |
| 1       | Internacional | 16      | 7       | 5       | 1       | 1       | 14      | 4       | 10      |
| 2       | Juventude     | 14      | 7       | 4       | 2       | 1       | 13      | 8       | 5       |
| 3       | Veranópolis   | 14      | 7       | 4       | 2       | 1       | 7       | 4       | 3       |
| 4       | São Luiz      | 10      | 7       | 3       | 1       | 3       | 12      | 9       | 0       |
| 5       | Santa Cruz-RS | 9       | 7       | 3       | 0       | 4       | 10      | 11      | -1      |
| 6       | Esportivo     | 7       | 7       | 2       | 1       | 4       | 8       | 9       | -1      |
| 7       | Canoas        | 5       | 7       | 1       | 2       | 4       | 6       | 15      | -9      |
| 8       | São José-RS   | 3       | 7       | 0       | 3       | 4       | 0       | 10      | -10     |

### Fase Final
|  | Quartas-de-finais           | Quartas-de-finais       |                     |       | Semifinais | Semifinais |  |  | Final | Final |
|  |                             |                         |                     |       |            |            |  |  |       |       |
|  | 21 abr., Centenário         |                         |                     |       |            |            |  |  |       |       |
|  |                             |                         |                     |       |            |            |  |  |       |       |
|  | Internacional               | 2                       |                     |       |            |            |  |  |       |       |
|  | Internacional               | 2                       | 28 abr., Centenário |       |            |            |  |  |       |       |
|  | Lajeadense                  | 1                       |                     |       |            |            |  |  |       |       |
|  | Lajeadense                  | 1                       | Internacional       | 1     |            |            |  |  |       |       |
|  | 21 abr., Vermelhão da Serra |                         | Internacional       | 1     |            |            |  |  |       |       |
|  |                             | Veranópolis             | 0                   |       |            |            |  |  |       |       |
|  | Passo Fundo                 | Veranópolis             | 0                   | 0 (2) |            |            |  |  |       |       |
|  | Passo Fundo                 |                         | 5 mai., Centenário  | 0 (2) |            |            |  |  |       |       |
|  | Veranópolis (pen)           | 0 (4)                   |                     |       |            |            |  |  |       |       |
|  | Veranópolis (pen)           | 0 (4)                   | Internacional (pen) | 0 (4) |            |            |  |  |       |       |
|  | 20 abr., Alfredo Jaconi     |                         | Internacional (pen) | 0 (4) |            |            |  |  |       |       |
|  |                             | Juventude               | 0 (3)               |       |            |            |  |  |       |       |
|  | Juventude                   | Juventude               | 0 (3)               | 3     |            |            |  |  |       |       |
|  | Juventude                   | 27 abr., Alfredo Jaconi |                     | 3     |            |            |  |  |       |       |
|  | Novo Hamburgo               | 2                       |                     |       |            |            |  |  |       |       |
|  | Novo Hamburgo               | 2                       | Juventude (pen)     | 1 (5) |            |            |  |  |       |       |
|  | 22 abr., Arena do Grêmio    |                         | Juventude (pen)     | 1 (5) |            |            |  |  |       |       |
|  |                             | Grêmio                  | 1 (4)               |       |            |            |  |  |       |       |
|  | Grêmio (pen)                | Grêmio                  | 1 (4)               | 0 (5) |            |            |  |  |       |       |
|  | Grêmio (pen)                |                         |                     | 0 (5) |            |            |  |  |       |       |
|  | São Luiz                    | 0 (3)                   |                     |       |            |            |  |  |       |       |
|  | São Luiz                    | 0 (3)                   |                     |       |            |            |  |  |       |       |

| Taça Farroupilha        |
| Porto Alegre            |
| ----------------------- |
| Internacional 5º Título |

### Desempenho por rodada
|         | 1   | 2   | 3   | 4   | 5   | 6   | 7   |
| Grupo A | GRE | GRE | GRE | PFU | PFU | GRE | GRE |
| Grupo B | INT | INT | INT | INT | INT | JUV | INT |

|         | 1   | 2   | 3   | 4   | 5   | 6   | 7   |
| Grupo A | LAJ | CRU | CRU | CER | CER | CER | CER |
| Grupo B | STC | STC | STC | STC | SJO | SJO | SJO |

## Premiação
| Campeonato Gaúcho de 2013          |
| Porto Alegre                       |
| ---------------------------------- |
| INTERNACIONAL Campeão (42º título) |

| Campeão do Interior de 2013  |
| Ijuí                         |
| ---------------------------- |
| São Luiz Campeão (1º título) |

## Maiores públicos
- PP. ^ Considera-se apenas o público pagante